# Říšská bezprostřednost

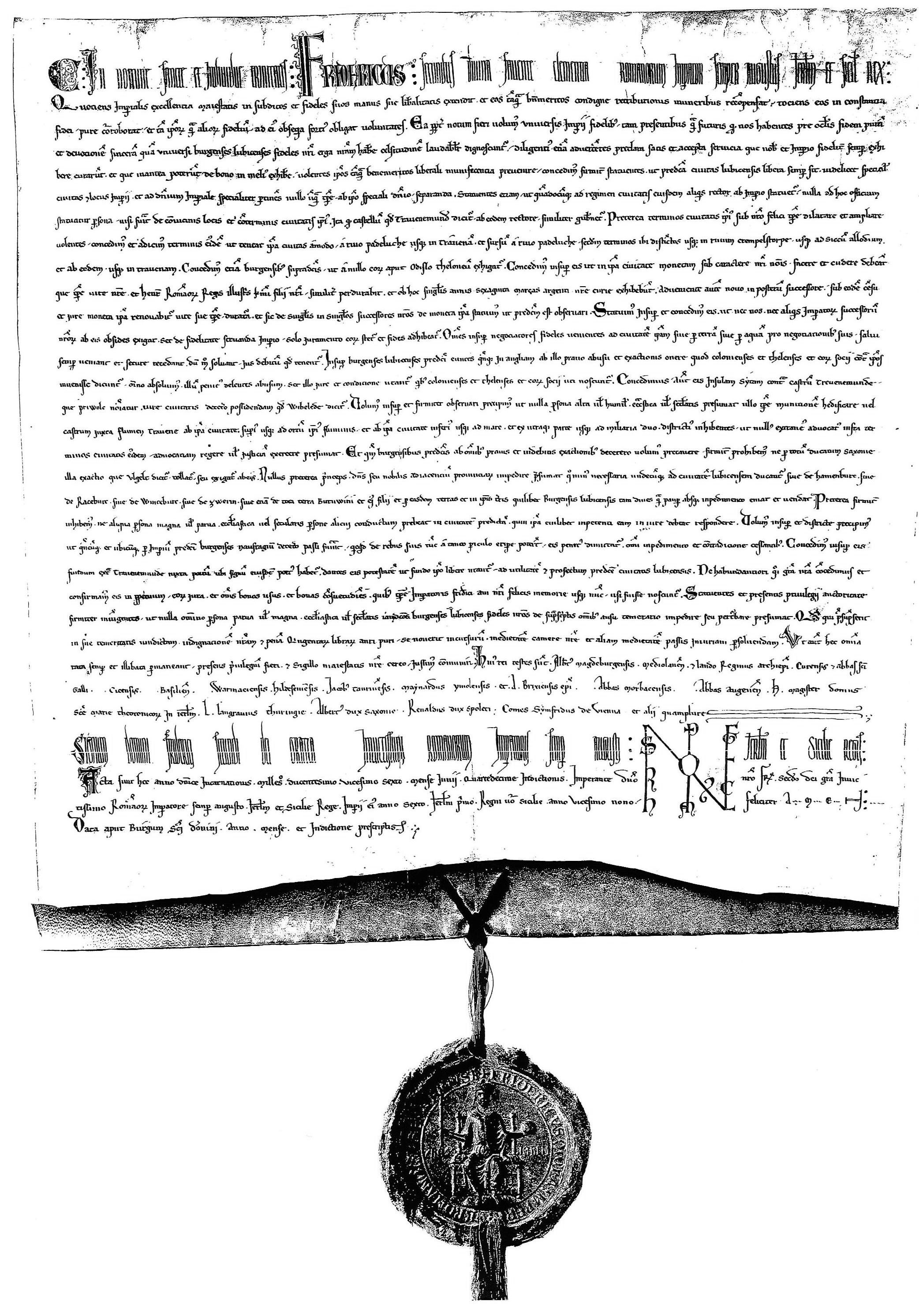
Listina Fridricha II. pro město Lübeck z r. 1226, kterou císař městu uděluje, vedle řady dalších privilegií, také říšskou bezprostřednost

Říšsky bezprostřední státy a území v roce 1618 (příliš malá teritoria nezobrazena)

Říšská bezprostřednost, též říšská immediace, německy Reichsunmittelbarkeit, je termín označující bezprostřední podřízenost nějakého teritoria císaři Svaté říše římské, někdy je nepřesně označována jako říšská suverenita.

## Historický kontext a definice
Říšská bezprostřednost nabrala na významu od konce 13. století spolu se slábnoucí centrální mocí císařů a rychlým štěpením starých kmenových (rodových) vévodství. Za bezprostředního či immediátního tak byl označován ten feudál, který měl lenní povinnosti pouze vůči císaři. Z hlediska správy říše můžeme teritoria s říšskou bezprostředností rozdělit do dvou základních skupin: na území s říšským stavovstvím, a tedy zastoupená na říšském sněmu, a na teritoria na sněmu nezastoupená, přesto podléhající pouze císaři. Na sklonku 18. století, kdy již zhruba 200 let probíhal proces snižování počtu říšsky bezprostředních lén, resp. jejich zabírání nejmocnějšími říšskými knížaty, stále existovalo v říši kolem 4000 držav podléhajících pouze císaři a říšským institucím. Méně než 200 z nich pak našlo zastoupení na říšském sněmu a patřilo tedy k říšským stavům. Říšská bezprostřednost daného území nebyla závislá na tom, zda se jednalo o léno či alod. Bezprostřední v říši být mohly (a nemusely) statky obojího druhu. V některých případech byly jako bezprostřední chápány i domény zástavních držitelů.  

### Stavovská území
- Državy říšských kurfiřtů
- Říšská knížectví (světská i duchovní)
- Svobodná říšská hrabství zastoupená na říšském sněmu v hraběcích kolegiích (od 16. století)
- Statky říšských prelátů (zejména kláštery) sdružené v prelátských kolegiích (od 16. století)
- Svobodná říšská města

### Území bez říšského stavovství
- Kantony říšského rytířstva
- Kláštery nezastoupené na říšském sněmu (zejména ženské kláštery)
- Drobná nestavovská panství (výjimečně hrabství)
- Panství držená v nedílu (něm. Ganerbschaft)
- Tzv. Říšské domény, císařské statky držené "erárně", tedy patřící říši a ne císaři přímo, i když právě císaři osobně měly po dobu panování sloužit (zejm. říšské falce, volená říšská purkrabství apod.) a z nich plynuly také korunní příjmy. Tyto domény ležely především na říšském jihozápadě: ve Švábsku. V období novověku již těchto držav noho nezbývalo.
- Svobodné říšské vesnice a vesnická sdružení říšských šoltysů.

### Osobní říšská bezprostřednost
- Stavy s osobní říšskou bezprostředností (personalisté)
- Ostatní lidé s osobní říšskou bezprostředností

### Nejasnost říšské bezprostřednosti a spory o ní
Určit zda území bylo v rámci říše bezprostřední bylo a je velmi obtížné. Nebývalo to totiž jasné ani současníkům a právní spory o říšskou bezprostřednost a z ní plynoucí výhody se táhly po celou novověkou historii říše. Ve středověku se za znamení říšské bezprostřednosti považuje právo razit mince, což je ovšem často ošidné, neboť mince tehdy razily např. i mnohé české šlechtické rody. Za relativně spolehlivý zdroj informací se považují tzv. říšské matriky (Reichsmatrikel). První pravidelná matrika byla vydána v r. 1521 jako důsledek tureckého nebezpečí a rozdělení říše do krajů v l 1500 a 1512. Tato matrika evidovala říšské stavy pro účel platby "turecké berně", daně na turecké války a pro účel odvodu mužů do říšské armády. Středověk zná pouze matriky říšských sněmů, které však bývaly jen v jistém smyslu "prezenčními listinami" účastníků sněmů a seznamy plátců "husitské berně". Říšská matrika však evidovala pouze území stavovská, neboť ta nestavovská žádnou berni neodváděla. Později však začaly vznikat podrobnější matriky říšských krajů a matriky rytířských kantonů.
Stejně jako otázka říšského a krajského stavovství, tak otázka říšské bezprostřednosti (která ostatně nebyla pro získání říšského nebo krajského stavovství podmínkou), byla do značné míry věcí dohody bez pevně stanovených podmínek. Za říšská immediátní území tak byla považována např. říšská knížecí biskupství Trident a Brixen, do jejichž vnitřních záležitostí již po staletí hovořili rakouští i tyrolští Habsburkové. Jako říšská bezprostřední území byla v říšské matrice vedena i území odštěpená od Rakouských zemí jako suverénní državy některých tzv. novoknížecích domů (okněžněné hrabství Tarasp pro Ditrichštejny, okněžné hrabství Gradiška pro Eggenbergy a okněžněné hrabství Thengen pro Auerspergy). Nad těmito, oficiálně bezprostředními územími, zaručujícími svému vlastníkovi členství v knížecí radě říšského sněmu, drželo nejvyšší svrchovanost Rakousko, které si ponechalo také právo odúmrti. Podobně měla lantkrabata hesenská lenní svrchovanost nad bezprostředním říšským hrabstvím Rietberg v rukou rodu Kouniců nebo Mohučské kurfiřtství a jeho lenní svrchovanost a odúmrť nad Horním hrabstvím Gleichen, která byla naplněna r. 1794 po smrti posledního knížete Hatzfelda z větve Trachenberg-Gleichen. Příkladů takových území je ovšem v historii říše mnohem více.
Podivná kombinace mezi zemskou feudální podřízeností a říšskou bezprostředností byla občas v právnických textech výslovně zakotvena. Když Habsburkové vytvořili z malé části svého území bezprostřední hrabství pro nově povýšená říšská hrabata (např. r. 1495 pro hrabata Prüschenky z Hardeggu a jejich hrabství Hardegg či roku 1537 pro hrabata z Roggendorfu a jejich hrabství Guntersdorf) bylo v  příslušných lenních listinách výslovně zdůrazněno, že nabytá říšská bezprostřednost se nevztahuje na Rakouské země, vůči kterým přetrvává plná lenní závislost udělených lenních držav.
Osobní říšskou bezprostřednost, resp. podřízenost pouze císaři a říšskou ochranu (Kaiserliche Schutz und Schirm) mohli dostat jednotlivci doživotně či celé rody dědičně. Vedle stavovských personalistů byli osobně říšsky bezprostřední také držitelé říšských dědičných úřadů, kteří nevlastnili svobodný majetek v říši (např. hrabata Althannové, kteří za českého krále vykonávali úřad říšského dědičného číšníka (Erbmundschenk). Takovouto listinou zajišťující dědičnou bezprostřednost a tedy podřízenost výhradně říšským soudům a říšskému právu se prokazovali také hrabata Šlikové. Je známo, že jí předložili roku 1486, když český zemský soud Matouše Šlika, pána na Lokti předvolal kvůli stížnostem loketských měšťanů. Listina datovaná 13. července 1426 je bez pochyby falsum, ovšem tuto skutečnost zemští soudci neověřovali a ani ověřit nemohli. Podřízenost výlučně říšským soudům však Šlikům nepřiznali s odůvodněním, že vzhledem k zvláštnímu postavení Českého království v říši ani císař nemohl udělit takové privilegium, které by bylo zásahem do zemského práva.